# Atanasio delle Meteore
Atanasio delle Meteore (Hypatie, 1302 o 1303 – Meteore, 1380) è stato un monaco cristiano bizantino della Chiesa ortodossa, fondatore del monastero della Gran Meteora.
La Chiesa ortodossa lo venera come santo, la cui festa cade il 20 aprile.

## Biografia
Nacque nell'attuale villaggio di Hypatie in Ftiotide nel 1302 o nel 1303 secondo le diverse fonti. Venne battezzato con il nome di Andronico. Si presume che provenisse da una famiglia nobile e ricca, anche se non ha mai parlato delle sue origini. Ancora giovane, rimase orfano e fu cresciuto dallo zio, ma dal 1319, la città fu invasa dalle truppe catalane di Alfonso Federico di Sicilia e cadde sotto il dominio del Ducato di Atene. Andronico e suo zio si rifugiarono a Tessalonica.
La famiglia viene a trovarsi in stato d'indigenza, ma alcuni noti insegnanti sono colpiti dallo zelo di Andronico e gli danno gratuitamente lezioni di filosofia e letteratura classica. Qualche anno dopo, Andronico decise di recarsi al monte Athos e toccato dalla vita spirituale che vi si svolgeva, chiese di diventare monaco, ma la sua richiesta venne rifiutata perché era troppo giovane.
Decise quindi di recarsi in pellegrinaggio a Costantinopoli dove fece la conoscenza di due importanti figure dell'epoca: Gregorio del Sinai e Isidoro Boukheiras, due monaci che gli consigliarono di persistere nella sua inclinazione verso la vita monastica. Andò successivamente a Creta dove iniziò a condurre una vita ascetica che gli fece acquisire, a livello locale, una grande reputazione. Per evitare di cadere nell'orgoglio, lasciò Creta e tornò al monte Athos. Lì si trasferì in un eremo isolato e dal clima rigido dove divenne discepolo di due monaci di grande esperienza. Fu in questo eremo che divenne monaco all'età di 30 anni e prese il nome monastico di Atanasio.
A quell'epoca il monte Athos era frequentemente attaccato dai pirati turchi. I monaci furono costretti a lasciare i loro conventi e si dispersero. Atanasio lasciò il monte Athos con altri due monaci, e con loro si rifugiò in una località isolata per praticare l'ascetismo. Dopo diversi tentativi, un discepolo di Gregorio del Sinai, divenuto vescovo, consigliò loro di recarsi in Tessaglia, nella regione delle Meteore (popolata da eremiti già dall'XI secolo). Atanasio ritenne i picchi delle Meteore come il luogo ideale per una vita monastica fuori dal mondo, e pertanto decisero di stabilirsi sulla cima di una roccia in cui esisteva già una cappella scavata nella pietra. Il monaco Gregorio divenne abate della piccola comunità alla quale si unirono presto altri monaci.
Atanasio condusse una vita molto disciplinata in completo ascetismo. Si ritirò cinque giorni alla settimana in una grotta dove viveva da solo in continua preghiera, digiunando e dormendo soltanto poche ore. Acquisì il dono della chiaroveggenza e di vita spirituale estatica non parlandone con gli altri monaci . Successivamente, Atanasio chiese a Gregorio il permesso di spostarsi su un'altra roccia, più in alto. Gregorio esitò perché voleva che Atanasio fosse il suo successore, ma alla fine accettò la richiesta del suo confratello.

## Il monastero della Trasfigurazione

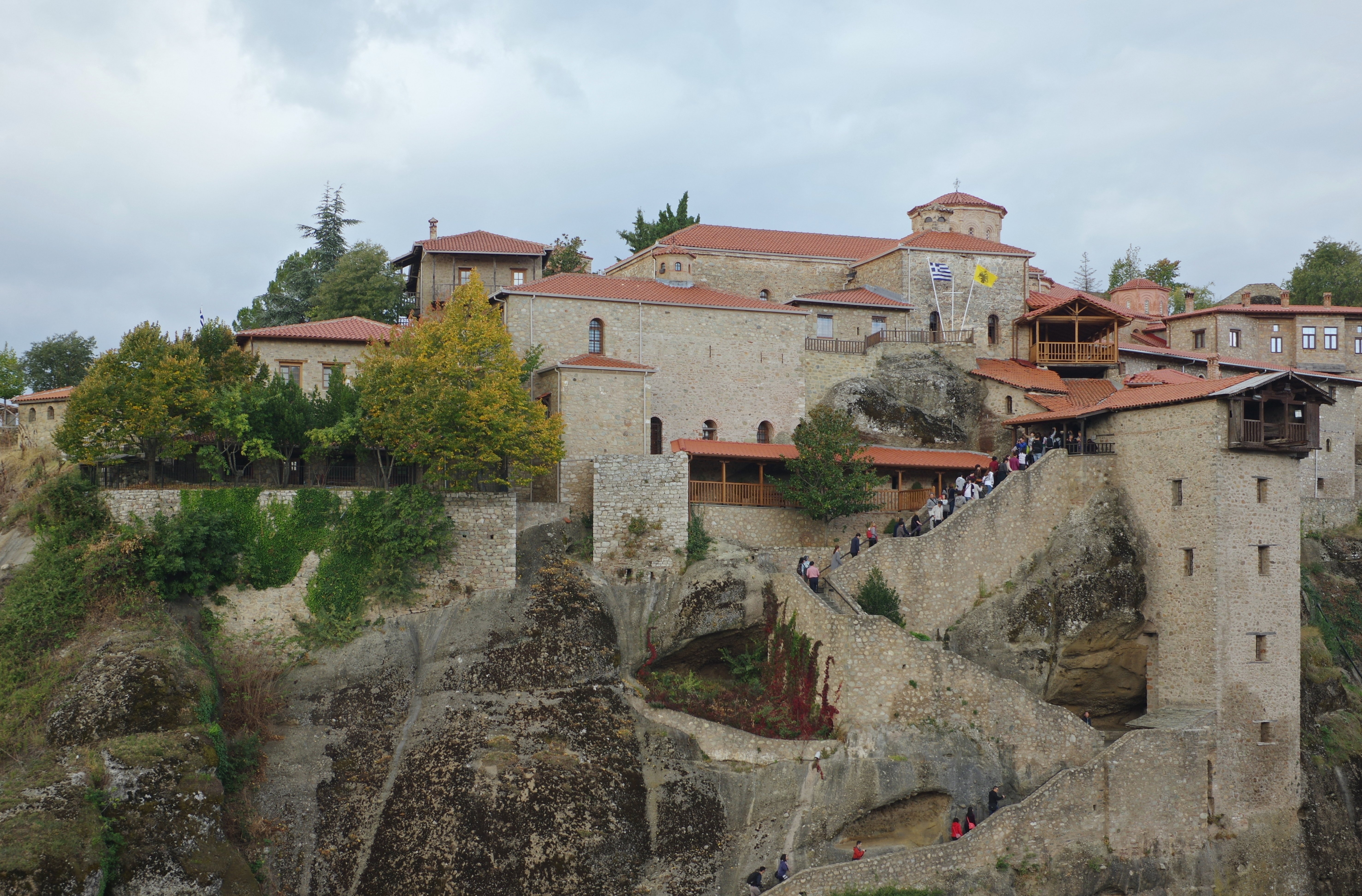
Il monastero della Trasfigurazione

Si stabilì quindi sulle rocce più elevate, chiamate « Meteore », e scelse dei compagni capaci di condurre una vita molto austera. In seguito organizzò la comunità dandole una regola monastica cenobitica secondo i Typikon dei monasteri del Monte Athos. Venne costruita una chiesa dedicata alla Trasfigurazione di Gesù, che diede il nome al futuro monastero, che divenne così il primo monastero delle Meteore. Il monastero attirò molti monaci e la sua fama si diffuse in tutta la Grecia. Dopo aver acquisito il dono della profezia, Atanasio previde in anticipo l'assedio fallito di Salonicco da parte dell'Impero ottomano nel 1372. Morì nel suo monastero nel 1380.